# 1972年1月16日日食
1972年1月16日日食是一次日環食，發生於1972年1月16日（國際日期變更線以東的一小部分為1月15日）。新月當天（即朔日），地球上觀測到月球和太阳的角距離極小，此時月球如果恰好在月球交點附近，穿過太阳和地球之間，與地球、太阳接近一直線，則會出現日食。月球穿過太阳和地球之間，但距地球較遠，本影未能接觸地表，而使偽本影覆蓋的區域內看到月球的角直徑小於太陽，就形成日環食，同時在偽本影兩側數千公里的半影範圍內形成日偏食。此次日環食經過了南极洲玛丽·伯德地、維多利亞地、威爾克斯地，日偏食則覆蓋了整個南极洲、南美洲南部及周邊部分地區。

## 日食概況

### 出現區域
南极洲玛丽·伯德地海岸以北約710公里處的洋面在日出時最先看到日環食，此後月球偽本影向南登上玛丽·伯德地，向西南穿過罗斯海，登上維多利亞地後又逐漸轉向西北移動，進入威爾克斯地，在內陸距海岸約900公里處達到最大食分。此後偽本影又逐漸轉為向北在轉向東北移動，最終在日落時分結束於澳大利亚西澳大利亚州以南約1500公里的洋面。環食帶覆蓋了苏联的南極科學考察站沃斯托克站，當時處在計劃中、尚未建造的苏联另一個科考站俄羅斯站也在環食帶中內。
除了上述狹窄的環食帶內能看到日環食之外，月球半影覆蓋範圍內都能看到日偏食，包括整個南极洲、智利南半部、阿根廷南半部、福克兰群岛、南乔治亚和南桑威奇群岛、馬斯克林群島、澳大利亚西南部、凱爾蓋朗群島及南印度洋諸島嶼。
月球在其軌道上自西向東轉動，發生日食時，月球在地球表面的陰影也大多自西向東移動，而從地球上看，太阳的西側先被月球遮掩，然後逐漸向東。但此次日食發生在南半球的夏季，地軸南端向太阳方向傾斜，月球偽本影是從晨昏圈最南端附近的區域開始接觸地球的，因而環食帶在南极洲及其附近的一段，以及環食帶南极洲段附近被半影覆蓋、看到日偏食的區域內，月影在地表自東向西移動，地面上看到的太阳東側最先被月球遮掩。此外，日食區域內日環食和日偏食大多發生於1月16日，而南极洲沒有確定使用的时区，且南極洲許多區域處於極晝，從地理位置上看，罗斯海東部位於國際日期變更線以東一小部分的日環食和日偏食發生於1月15日夜晚，偏東的部分區域從1月15日子夜前不久開始，在1月16日凌晨結束。

### 基本參數
- 類型：日環食
- 食甚中心處（位於南极洲威爾克斯地）資料：
  - 時間：1972年1月16日11:02:40.0
  - 地點：74°53.5′S 107°37.5′E / 74.8917°S 107.6250°E
  - 食分：0.9692（環食帶內最大）
  - 日環食持續時間：1分53.3秒

## 相關的日食

### 1971-1974年的日食
月球交替位於相對的月球交點時，以半個交點年（食年），即約177天又4小時間隔出現下列日食。
註：1971年2月25日和1971年8月20日的日偏食屬於上一組交點年系列。
| 降交點   | 降交點                   |          | 升交點                    | 升交點 |
| 沙羅週期 | 地圖                     | 沙羅週期 | 地圖                      |        |
| 116      | 1971年7月22日 偏食（北） | 121      | 1972年1月16日 環食        |        |
| 126      | 1972年7月10日 全食       | 131      | 1973年1月4日 環食         |        |
| 136      | 1973年6月30日 全食       | 141      | 1973年12月24日 環食       |        |
| 146      | 1974年6月20日 全食       | 151      | 1974年12月13日 偏食（北） |        |

### 沙羅周期
沙羅周期長度為18年11天。本次日食屬於沙羅周期121，共包含71次日食，依次為944年4月25日至1052年6月29日的7次日偏食、1070年7月10日至1809年10月9日的42次日全食、1827年10月20日至1845年10月30日的2次全環食（亦稱混合食）、1863年11月11日至2044年2月28日的11次日環食、2062年3月11日至2206年6月7日的9次日偏食，總共歷時1262.11年。其中最長的全食發生於1629年6月21日，共持續了6分20秒。
下表列舉了1901年至2100年間發生的屬於該周期的日食，是第55至65次：
| 55             | 56             | 57            |
| -------------- | -------------- | ------------- |
| 1917年12月14日 | 1935年12月25日 | 1954年1月5日  |
| 58             | 59             | 60            |
| 1972年1月16日  | 1990年1月26日  | 2008年2月7日  |
| 61             | 62             | 63            |
| 2026年2月17日  | 2044年2月28日  | 2062年3月11日 |
| 64             | 65             |               |
| 2080年3月21日  | 2098年4月1日   |               |

## 資料來源
1. ↑  樊忠玉. . 中国天文科普网.   [2016-03-19]. （原始内容存档于2014-09-17）.
2. 1 2  Fred Espenak. . NASA Eclipse Web Site.   [2016-03-19]. （原始内容存档于2020-10-23）.（英文）
3. ↑  Fred Espenak. . NASA Eclipse Web Site.   [2016-03-19]. （原始内容存档于2020-10-20）.（英文）
4. ↑  Fred Espenak. . NASA Eclipse Web Site.   [2016-03-19]. （原始内容存档于2008-08-08）.（英文）
5. ↑  Fred Espenak. . NASA Eclipse Web Site.（英文）

## 外部連結
- NASA日食專頁（页面存档备份，存于）（英文）
- 可見區域圖和時間統計：由弗雷德·埃斯佩纳克做出的日食預報，NASA/GSFC
  - Google互動地圖呈現的日食範圍
  - 貝塞爾元素

| \| \| 日食 \|                             |                              |                                           |
| 上一次日食： 1971年8月20日日食 （日偏食） | 1972年1月16日日食 （日環食） | 下一次日食： 1972年7月10日日食 （日全食） |
| 上一次日環食： 1970年8月31日日食          | 1972年1月16日日食 （日環食） | 下一次日環食： 1973年1月4日日食           |
|                                           | 日食                         |                                           |